# Miss Polski 2015
Miss Polski 2015 – dwudziesta szósta gala konkursu Miss Polski, która odbyła się 6 grudnia 2015 roku, po raz kolejny w Krynicy-Zdroju. W konkursie wzięło udział 31 kandydatek wybranych w eliminacjach regionalnych konkursów Miss Polski i Miss Polonia.
Galę poprowadzili prezenterka telewizyjna Paulina Sykut-Jeżyna i prezenter Krzysztof Ibisz. Transmisję przeprowadziła telewizja Polsat. Podczas gali konkursowej zaprezentowali się m.in. tancerze Tomasz Barański i Janja Lesar oraz wokaliści Ewelina Lisowska i Sławek Uniatowski. Po raz kolejny przed koronacją zaprezentowano TOP 15 najpiękniejszych polek.
Miss Polski 2015 została 22-letnia Miss Warmii i Mazur 2015, pochodząca z Mikołajek – Magdalena Bieńkowska.

## Rezultat finałowy
| Rezultat         | Kandydatka |
| Miss Polski 2015 | - Magdalena Bieńkowska |
| 1. wicemiss      | - Marta Redo |
| 2. wicemiss      | - Marta Bieniek |
| 3. wicemiss      | - Sabina Kontor |
| 4. wicemiss      | - Joanna Tlałka |
| Top 15           | - Aleksandra Adamczyk - Weronika Diesner - Joanna Jochemczyk - Aleksandra Olszewska - Karina Pochwała - Angelika Stępień - Klaudia Strojwąs - Aleksandra Trykacz - Kamila Wenderlich - Magdalena Wesołowska |

### Wyróżnienia
| Wyróżnienie                  | Kandydatka          |
| Miss widzów telewizji Polsat | - Kamila Wenderlich |

## Połączenie konkursów
Na konkursie 6 grudnia 2015 roku miało dojść do historycznego momentu wyłonienia jednej, najpiękniejszej Polki obu konkursów Miss Polski i Miss Polonia, jednak organizator tego drugiego na dwa dni przed galą wycofał się z tego pomysłu twierdząc, że Biuro Miss Polonia zostało oszukane.

## Lista kandydatek
31 kandydatek konkursu Miss Polski 2015:
| Nr | Województwo         | Kandydatka           | Wiek | Miejscowość          |
| -- | ------------------- | -------------------- | ---- | -------------------- |
| 1  | Pomorskie           | Kamila Wenderlich    | 23   | Gdańsk               |
| 2  | Łódzkie             | Aleksandra Adamczyk  | 21   | Piotrków Trybunalski |
| 3  | Kujawsko-pomorskie  | Natalia Ciborska     | 19   | Rypin                |
| 4  | Kujawsko-pomorskie  | Jolanta Romanium     | 26   | Bydgoszcz            |
| 5  | Śląskie             | Joanna Jochemczyk    | 24   | Chełm Śląski         |
| 6  | Dolnośląskie        | Weronika Diesner     | 22   | Pieszyce             |
| 7  | Podlaskie           | Oliwia Jarocka       | 22   | Białystok            |
| 8  | Warmińsko-mazurskie | Magdalena Bieńkowska | 22   | Mikołajki            |
| 9  | Mazowieckie         | Marta Bieniek        | 24   | Warszawa             |
| 10 | Zachodniopomorskie  | Karina Pochwała      | 21   | Koszalin             |
| 11 | Łódzkie             | Milena Rokicka       | 23   | Łowicz               |
| 12 | Świętokrzyskie      | Patrycja Krzemień    | 20   | Pińczów              |
| 13 | Śląskie             | Magdalena Wesołowska | 21   | Sosnowiec            |
| 14 | Warmińsko-mazurskie | Anna Cichońska       | 18   | Elbląg               |
| 15 | Mazowieckie         | Sabina Kontor        | 24   | Warszawa             |
| 16 | Lubelskie           | Aleksandra Trykacz   | 23   | Radzyń Podlaski      |
| 17 | Kujawsko-pomorskie  | Joanna Tlałka        | 24   | Toruń                |
| 18 | Podlaskie           | Agata Oksztul        | 20   | Białystok            |
| 19 | Kujawsko-pomorskie  | Nikola Jagieła       | 19   | Laskowice            |
| 20 | Wielkopolskie       | Aleksandra Olszewska | 19   | Poznań               |
| 21 | Dolnośląskie        | Angelika Juraszek    | 21   | Dzierżoniów          |
| 22 | Mazowieckie         | Aleksandra Górak     | 19   | Radom                |
| 23 | Mazowieckie         | Milena Wojno         | 26   | Warszawa             |
| 24 | Wielkopolskie       | Andżelika Krzykacz   | 19   | Dobra                |
| 25 | Lubelskie           | Magdalena Wójcicka   | 21   | Lubartów             |
| 26 | Łódzkie             | Weronika Górecka     | 21   | Łowicz               |
| 27 | Małopolskie         | Magdalena Małochleb  | 22   | Kraków               |
| 28 | Lubelskie           | Angelika Majewska    | 21   | Lublin               |
| 29 | Wielkopolskie       | Klaudia Strojwąs     | 19   | Kalisz               |
| 30 | Podlaskie           | Marta Redo           | 23   | Drohiczyn            |
| 31 | Łódzkie             | Angelika Stępień     | 18   | Piotrków Trybunalski |

## Jurorzy
Najpiękniejszą Polkę wybierało jury, w składzie:
- Ewa Mielnicka – Miss Polski 2014
- Rafał Maślak – Mister Polski 2014
- Krzysztof Gojdź - lekarz i wykładowca American Academy of Aesthetic Medicine
- Viola Piekut – projektantka
- Tomasz Olejniczak – projektant marki TOMAOTOMO
- Małgorzata Tomaszewska – prezenterka telewizji Polsat
- Mariusz Abramowicz – dziennikarz Polsat News
- Robert Czepiel – właściciel marki Jubiler Schubert
- Aleksander Czepelewski – dyrektor marketingu Lactalis Polska
- Gerhard Parzutka von Lipiński – prezes konkursu Miss Polski
- Lech Daniłowicz – właściciel konkursu Miss Polski
- Ewa Wojciechowska – dziennikarka, blogerka, Kobieta Roku Glamour 2012

## Międzynarodowe konkursy
| Kandydatka           | Konkurs                                           | Rezultat    |
| -------------------- | ------------------------------------------------- | ----------- |
| Magdalena Bieńkowska | Miss International 2016                           | Top 15      |
| Magdalena Bieńkowska | Miss World 2017                                   | Top 40      |
| Marta Redo           | Miss Grand International 2016                     | –           |
| Marta Bieniek        | Miss Tourism Metropolitan International 2016      | –           |
| Aleksandra Adamczyk  | World Miss University 2016                        |             |
| Joanna Jochemczyk    | Miss Globe 2016                                   | Top 10      |
| Joanna Jochemczyk    | Miss Tourism Queen International 2016             | 3. wicemiss |
| Karina Pochwała      | Miss Model of the World 2016                      | Top 30      |
| Klaudia Strojwąs     | Miss Tourism International 2016                   |             |
| Kamila Wenderlich    | Miss Tourism Queen Of The Year International 2016 |             |